# ナポリの隣人
ナポリの隣人（ナポリのりんじん、原題：La tenerezza
）は2017年のイタリアのドラマ映画。ロレンツォ・マローネ（Lorenzo Marone）の小説『La tentazione di essere felici』を原作としており、ジャンニ・アメリオが監督を務めた。出演はレナート・カルペンティエーリ、ジョヴァンナ・メッツォジョルノ、ミカエラ・ラマッツォッティ、エリオ・ジェルマーノ、グレタ・スカッキなど。
イタリア映画祭2018上映時の仮タイトルは『世情』。

## あらすじ
元弁護士のロレンツォは、ナポリのアパートに独り暮らしている。妻は数年前に亡くなり、アラビア語の法廷通訳をするシングルマザーの娘エレナと、クラブを経営する息子サヴェリオがいるが、関係は悪く、親族で唯一愛情を抱いているのはエレナの息子である幼い孫のフランチェスコだけである。心臓発作を起こした時でさえ、ロレンツォは病院で子供たちと話すことを拒むのだった。
ある日ロレンツォは、向かいの部屋の前で座り込んでいる女性ミケーラと知り合う。鍵を持たずに出かけ、部屋に入れず困っているミケーラは、ミケーラはエンジニアである夫のファビオと二人の幼い子供たちとともに、北部から引っ越してきたばかりだという。
部屋同士がバルコニーで繋がっていることから、ミケーラを自宅に招き入れたロレンツォは、人懐こい彼女の性格と笑顔に心を許し、次第に仲を深めていく。
ミケーラの子供たちとも実の祖父のように遊び、穏やかな時間を共に過ごすようになったロレンツォだったが、間もなく、ファビオが病的に神経質な性格であること、子供と上手く関係を築けずにいること、ナポリにも馴染めずにいることを知る。

ある夜、ロレンツォが帰宅すると、アパートの前におびただしい数のパトカーと救急車が止まっていた。ファビオが二人の子供を拳銃で撃ち殺し、自殺したのだ。一家で唯一生き残ったミケーラも、危篤状態で病院に運び込まれた。
ロレンツォはミケーラの父親であると偽って毎日病院へ見舞いに通うようになり、事件を知って父を訪ねてきたエレナとサヴェリオを愕然とさせる。ある日、ロレンツォは病院で、ファビオの母親であるアウローラと出会う。彼女によると、ファビオは子供の頃から妄想に囚われがちで、両親を含め他者との関係を上手く築くことができなかったという。
やがて、本当はミケーラの父親ではないことが知られたロレンツォは、警察の取り調べを受けるが、その過程で、弁護士として現役だった頃に何度も不正によって勝訴していたことも明るみに出る。
ある日、ミケーラが亡くなった後、ロレンツォはアパートに帰らなくなり、エレナを心配させる。母が亡くなったのは父の裏切りのせいであると考え、長年父を恨んできたエレナだったが、本心では和解を望んでもいたのだった。父の行方を探すエレナは思い切って父の昔の愛人の家を訪ねるが、ここにロレンツォはいないと告げられる。
その後も手がかりのないまま時間が過ぎたが、数日後、エレナが法廷通訳として働く裁判所にロレンツォが突然現れる。裁判が終わり、エレナが裁判所を出ると、ベンチに父のロレンツォが座っていた。エレナは黙ったまま父の隣に座り、そっと手を握るのだった。

## キャスト
- ロレンツォ：レナート・カルペンティエーリ - 元弁護士。数年前に妻を亡くした後はナポリのアパートに独り暮らしている。
- エレナ：ジョヴァンナ・メッツォジョルノ - ロレンツォの娘。アラビア語の法廷通訳として生計を立てている。シングルマザー。
- ミケーラ：ミカエラ・ラマッツォッティ - ロレンツォの隣人。優しく人懐こい性格。夫と二人の子供たちとともに北部からナポリへ移り住む。
- ファビオ：エリオ・ジェルマーノ - ミケーラの夫。神経質な性格。
- アウローラ：グレタ・スカッキ - ファビオの母親。

## 公開
イタリアでは2017年4月24日から、日本では2019年2月9日から劇場公開された。

## 主な受賞とノミネート
- ダヴィッド・ディ・ドナテッロ賞（2018年）
  - 主演男優賞（レナート・カルペンティエーリ）
  - ノミネート：作品賞
  - ノミネート：監督賞（ジャンニ・アメリオ）
  - ノミネート：脚色賞（ジャンニ・アメリオ、アルベルト・タラーリオ）
  - ノミネート：助演女優賞（ミカエラ・ラマッツォッティ）
  - ノミネート：助演男優賞（エリオ・ジェルマーノ）
  - ノミネート：作曲賞（フランコ・ピエルサンティ）
  - ノミネート：美術賞（ジャンカルロ・バジーリ）
- ナストロ・ダルジェント賞（2017年）
  - 作品賞
  - 監督賞（ジャンニ・アメリオ）
  - 主演男優賞（レナート・カルペンティエーリ）
  - 撮影賞（ルカ・ビガッツィ）
  - ノミネート：主演女優賞（ジョヴァンナ・メッツォジョルノ、ミカエラ・ラマッツォッティ）
  - ノミネート：美術賞（ジャンカルロ・バジーリ）
  - ノミネート：録音賞（アレッサンドロ・ザノン）
- イタリア・ゴールデングローブ賞（2017年）
  - 最優秀男優賞（レナート・カルペンティエーリ）
  - ノミネート：作品賞
  - ノミネート：最優秀女優賞（ミカエラ・ラマッツォッティ）
  - ノミネート：脚本賞（ジャンニ・アメリオ、アルベルト・タラーリオ）
- チャック・ドーロ賞（2017年）
  - 監督賞（ジャンニ・アメリオ）
  - 主演男優賞（レナート・カルペンティエーリ）
  - ノミネート：撮影賞（ルカ・ビガッツィ）